# بنجامین هندریکسون
بنجامین هندریکسون (انگلیسی: Benjamin Hendrickson؛ ۲۶ اوت ۱۹۵۰ – ۳ ژوئیهٔ ۲۰۰۶) یک هنرپیشه اهل ایالات متحده آمریکا بود.